# BBE Sound

BBE Sound, Inc. (Barcus-Berry Electronics) は1985年、米国カリフォルニア州のハンティントンビーチに設立された、音響機器のメーカーである。

## 概要
BBE Sound, Inc.はBBE High Definition Sound technologieを実装した製品を中心に、消費者から音楽、サウンドのプロフェッショナル、オーディオ体験を顧客に提供する家電メーカーに至るまで、全ての人々のサウンド品質、体験の向上に専念するオーディオテクノロジー企業である。

自社製品以外にもBBE技術のライセンス供与プログラムによってその技術は様々な音響機器、家電、PCなどに搭載されている。

## 歴史
BBE Sound, Inc.はその前身となる楽器製造会社であるBarcus-Berryから始まる。

Barcus-Berryでは電子工学者のLes BarcusとバイオリニストのJohn Berryが圧電結晶トランスデューサーを開発し、ピエゾ トランスデューサーと共にエレクトリックヴァイオリン、エレクトリックアコースティックギター、コンサートハープなどを商品化した。

また、周辺機器として、アクティブダイレクトボックス、ストラップボタン出力ジャックも開発し、マイクによる集音しかできなかった楽器をピエゾピックアップを使うことにより、コンサートなどでハウリングを防ぎつつ、大音量でのパフォーマンスを可能とした。

Barcus-Berry設立から24年後の1985年、エレクトリックギターの台頭、業務用の音響機器の開発の為に、John McLarenを代表取締役、Paul Gagonをエンジニアリング部門副社長、 Bob Crooksを主任開発エンジニアとしてBBE Sound, Inc.(Barcus-Berry Electronics)が設立された。

1987年、他社製品にBBEの技術を組み込むためのライセンス供与プログラムを開始した。

1991年、George FullertonとLeo Fende、Dale Hyattによって設立されたG&L Musical Instrumentsを買収し傘下に入れた。

2008年、NomadFactoryとの共同開発によりDAW等で使用するプラグインエフェクトD82 Sonic Maximizerをリリースした。

2010年、NomadFactoryとの共同開発されたD82 Sonic Maximizerに加え、H82 Harmonic Maximizer、L82 Loudness Maximizerを加えたSonic Sweet。BBE 独自のブティック アナログ ストンプ ボックス ラインをモデルにしたFree Fuzz、Green Screamer、Mind Bender、Opto Stomp、Sonic Stomp、Soul Vibe、Tremor、Two Timerの8つのプラグインをパッケージングしたPlugivery Developmentをリリースした。

2014年、Sonic Maximizer processingを利用できるMP24M Digital Mixing Consoleをリリース。

同年、Sonic Sweetに新たにMach 3 Bassを加え、リリース時に最新のDAWやOSへ対応したSonic Sweet - Optimizedをリリースした。

2018年、NomadFactoryから開発を引き継いだPlugivery Developmentによって、Stomp Wareにギタリスト用に調整されたゲート、クリーンからライト クランチまでの 4 つのアンプ モデル、グローバルEQ設定用のチルトスタイルトーンコントロール、スプリングリバーブ、入出力コントロール、レベルメーターを統合したアンプシミュレーターを加えた、スタンドアローン、及び、DAW等で使用するプラグインエフェクトをリリースした。

## 主な製品
BBE Sound, Inc.では主にSONIC MAXIMIZER（製品名にマキシマイザーとあるが、リミッターやマキシマイザーの類とは異なる原理で聴感上の音質を改善する音響機器である）や、コンプレッサー、リミッター、エキスパンダー、ゲート、ダイレクトボックス、エレクトリックベース、エレクトリックギター用の各種ペダルエフェクターを製造、販売している。

## ライセンス供与プログラムを採用した主な企業
- アイワ
- アルパイン
- クラリオン
- 三洋電機
- シャープ
- ソニー
- 東芝
- 日本ビクター
- パイオニア
- 日立製作所
- フィリップス
- 松下電器